# Discografia d'Isabel Pantoja
Aquesta pàgina inclou la discografia de la tonadillera espanyola Isabel Pantoja.

## Àlbums d'estudi
| Any                | Àlbum                            | Detalls                                                      | Vendes         | Certificació           |
| ------------------ | -------------------------------- | ------------------------------------------------------------ | -------------- | ---------------------- |
| 1971               | Tablao Triana                    | _                                                            |                |                        |
| 1974               | Fue por tu voz                   | - Discogràfica: BMG Music - Format: CD, Vinil, Casset        |                |                        |
| 1975               | Que dile y dile                  | - Discogràfica: BMG Music - Format: CD, Vinil, Casset        |                |                        |
| 1976               | Sevillanito Sevillanito          | - Discogràfica: BMG Music - Format: CD, Vinil, Casset        |                |                        |
| 1976               | Niña Isabela                     | - Discogràfica: BMG Music - Format: CD, Vinil, Casset        |                |                        |
| 1979               | 22 Abriles tengo                 | - Discogràfica: BMG Music - Format: CD, Vinil, Casset        |                |                        |
| 1981               | ¡Al alimón!                      | - Discogràfica: BMG Music - Format: CD, Vinil, Casset        |                |                        |
| 1981               | Amante,amante                    | - Discogràfica: BMG Music - Format: CD, Vinil, Casset        |                |                        |
| 1982               | ¡Viva Triana!                    | - Discogràfica: BMG Music - Format: CD, Vinil, Casset        |                |                        |
| 1983               | Cambiar por ti                   | - Discogràfica: BMG Music - Format: CD, Vinil, Casset        | - ESP: 50.000  | - PROMUSICAE: Or       |
| 1985               | Marinero de luces                | - Discogràfica: BMG Music - Format: CD, Vinil, Casset        | - ESP: 500.000 | - PROMUSICAE: 5x Platí |
| 1987               | Tú serás mi Navidad              | - Discogràfica: BMG Music - Format: CD, Vinil, Casset        |                |                        |
| 1988               | Desde Andalucía                  | - Discogràfica: BMG Music - Format: CD, Vinil, Casset        | - ESP: 300.000 | - PROMUSICAE: 3x Platí |
| 1989               | Se me enamora el alma            | - Discogràfica: BMG Music - Format: CD, Vinil, Casset        | - ESP: 200.000 | - PROMUSICAE: 2x Platí |
| 1990               | La canción española              | - Discogràfica: BMG Music - Format: CD, Vinil, Casset        | - ESP: 100.000 | - PROMUSICAE: Platí    |
| 1992               | Corazón herido                   | - Discogràfica: BMG Music - Format: CD, Vinil, Casset        | - ESP: 50.000  | - PROMUSICAE: Or       |
| 1993               | De nadie                         | - Discogràfica: BMG Music - Format: CD, Vinil, Casset        | - ESP: 100.000 | - PROMUSICAE: Platí    |
| 1996               | Amor eterno                      | - Discogràfica: PolyGram Ibérica - Format: CD, Vinil, Casset | - ESP: 200.000 | - PROMUSICAE: 2x Platí |
| 1998               | Isabel Pantoja                   | - Discogràfica: PolyGram Ibérica - Format: CD i Casset       | - ESP: 200.000 | - PROMUSICAE: 2x Platí |
| 1999               | A tu vera                        | - Discogràfica: Universal Music - Format: CD i Casset        | - ESP: 100.000 | - PROMUSICAE: Platí    |
| 2002               | Donde el corazón me lleve        | - Discogràfica: Mercury - Format: CD i Casset                | - ESP: 100.000 | - PROMUSICAE: Platí    |
| 2003               | Mi Navidad flamenca              | - Discogràfica: Universal Music - Format: CD                 | _              | _                      |
| 2004               | Buena suerte                     | - Discogràfica: Universal Music - Format: CD                 | - ESP: 50.000  | - PROMUSICAE: Or       |
| 2005               | By Pumpin´Dolls                  | - Discogràfica: BMG Music - Format: CD                       | _              | _                      |
| 2005               | Mi canción de Navidad            | - Discogràfica: BMG Music - Format: CD                       | _              | _                      |
| 2006               | 10 boleros y una canción de amor | - Discogràfica: BMG Music - Format: CD                       | - ESP: 40.000  | - PROMUSICAE: Or       |
| 2006               | Un trocito de locura             | - Discogràfica: Universal Music - Format: CD                 | _              | _                      |
| 2010               | Isabel Pantoja                   | - Discogràfica: Universal Music - Format: CD                 | _              | _                      |
| 2016               | Hasta que se apague el sol       | - Discogràfica: Universal Music - Format: CD                 | - ESP: 20.000  | - PROMUSICAE: Or       |
| 2020 (27 novembre) | Canciones que me gustan          | - Discogràfica: Altafonte Group - Format: CD, Vinil          | - ESP: 40.000  | - PROMUSICAE: Platí    |

## Àlbums recopilatoris
| Any  | Àlbum                                    | Detalls                                        | Vendes        | Certificació     |
| ---- | ---------------------------------------- | ---------------------------------------------- | ------------- | ---------------- |
| 1985 | Lo Mejor de Isabel Pantoja               | _                                              | _             | _                |
| 1994 | Mis mejores canciones                    | - Discogràfica: BMG Music - Format: CD         | - ESP: 50.000 | - PROMUSICAE: Or |
| 1996 | Todos mis grandes éxitos                 | - Discogràfica: BMG Music - Format: CD, Casset | - ESP: 50.000 | - PROMUSICAE: Or |
| 2002 | Los grandes éxitos de Isabel Pantoja     | - Discogràfica: Universal Music - Format: CD   | _             | _                |
| 2003 | Soy como soy : Grandes éxitos            | - Discogràfica: Universal Music - Format: CD   | - ESP: 50.000 | - PROMUSICAE: Or |
| 2003 | Éxitos de Isabel Pantoja                 | _                                              | _             | _                |
| 2009 | Sus 50 mejores canciones: Isabel Pantoja | - Discogràfica: Universal Music - Format: CD   | _             | _                |
| 2009 | Pasión y deseo                           | - Discogràfica: Sony Music - Format: CD, DVD   | _             | _                |

## Àlbums en directe
| Any  | Àlbum                | Detalls                                      | Vendes         | Certificació           |
| ---- | -------------------- | -------------------------------------------- | -------------- | ---------------------- |
| 2005 | Sinfonía de la copla | - Discogràfica: BMG Music - Format: CD, DVD  | - ESP: 160.000 | - PROMUSICAE: 2x Platí |
| 2012 | A su manera          | - Discogràfica: Sony Music - Format: CD, DVD | - ESP: 40.000  | - PROMUSICAE: Platí    |

## Senzills

### Fue por tu voz
- Fue por tu voz
- Un rojo, rojo clavel
- El pájaro verde

### Qué dile y dile
- Garlochí
- Embrujá por tu querer
- Ahora me ha tocao a mí

### Sevillanito Sevillanito
- Vino, torero y cante
- Que'ate pa yo quererte
- Sevillanito Sevillanito

### Niña Isabela
- Niña Isabela
- Yo te quiero a mi manera
- Doña María

### 22 Abriles tengo
- 22 abriles tengo
- El señorito
- Ay torre Torremolinos ¡¡¡
- Me estoy muriendo a chorros
- Él ? Era él ¡¡¡

### Amante Amante
- Amante Amante
- Si tú... si tú...
- Yo diera la vida
- Vuelve, vuelve
- Niña Isabel
- Canarias, Canarias
- ¡Ay, Curro! ¡Curro Romero!
- Juncia y Romero (letanía rociera)
- Esta pena mía
- Isabel Pantoja

### Al Alimón
- Al Alimón
- Por la luz de tus ojos
- Aquí en mi corazón
- Eugenia Flor de Granada
- El Coronil
- Aquella Carmen
- De Sevilla a Madrid
- Te quiero, vida, te quiero
- Que la gente no se entere
- Los tangos de La Pantoja

### ¡Viva Triana!
- En tu capote de seda
- Cambiar por ti
- Esta noche
- Feriante
- Me acuerdo de ti
- Por ti
- Pasó tu tiempo
- Nada
- En la niebla
- Nada me valió
- Sí, ya te olvidé

### Marinero de luces
- Marinero de luces
- Me voy
- Era mi vida él
- Ven a mi otra vez
- No puede ser
- Hoy quiero confesarme
- Pensando en ti
- Mi pequeño del alma
- Déjame
- Ese tren de la vida

### Tú serás mi Navidad
- Tú serás mi Navidad

### lo mejor de Isabel Pantoja
1. así fue
2. hoy quiero confesarme
3. marinero de luces
4. se me enamora el alma
5. paso tu tiempo
6. que bonita es mi niña
7. Isabel Pantoja
8. ay torre torremolinos
9. era mi vida el

### Se me enamora el alma
1. Se me enamora el alma
2. Déjame Descansar En Ti
3. Aleluya
4. Buenos Días Tristeza
5. Los Celos
6. Que Voy a Hacer Contigo
7. Hay Días
8. No Sé Su Nombre
9. Aún Quedan Románticos
10. Para Sobrevivir

### La canción española
- Francisco Alegre
- Yo soy esa
- Ojos verdes

### Corazón herido
- Nací en Sevilla
- Igual que tú
- Por un beso
- Que se busquen otra
- Recordando a mi padre
- Donde estará escondido
- Si te recuerdo
- Que no me llame nadie
- Eres una mentira
- Quiero mirar la vida

### De nadie
- Caballo de rejoneo
- Desde que vivo con otro
- Porque me gusta a morir
- Quédate a dormir conmigo
- Así no se juega al amor
- De nadie
- Todo sigue igual
- Con la gente que me gusta
- La luz está en el sur
- Hay que sembrar en Navidad

### Amor eterno
- Un hombre
- Sola
- Pobre mi esperanza
- Quién diría
- Una lágrima en la garganta
- El amor
- Echa a andar
- 100%
- Amor eterno
- Arrepentida

### Veneno
- A pesar del tropezón
- Ese bolero
- Pero vas a extrañarme
- Si todo terminó3
- Veneno
- Puro amor
- Querer no es eso
- No es todo rosa
- Soy como soy
- Nosotros dos

### A tu vera
- Silencio, Cariño mío
- ¡Ay pena, penita, pena!
- Rocío
- Bien pagá
- Limosna de amores
- Tengo miedo
- Quien dijo pena
- A tu vera
- La zarzamora
- Romance de la otra
- Aquella Carmen (versión 1999)
- No me quieras tanto

### Donde el corazón me lleve
- Donde el corazón me lleve
- Fuego
- Que tal me va sin ti
- Y mañana qué
- Adelante
- Yemanya
- Y mañana qué
- Ojo por ojo
- A un hombre como tú
- Que pecado
- Dame amor

### Mi Navidad Flamenca
- A Belén pastores
- El niño es trianero
- Nana
- Con azúcar y canela
- Pobre nació
- Y ocurrió
- Popurrí Navideño
- No tiene juguete
- Rey de los cielos
- Un ángel cantaba
- Vamos a belén
- Virgen Macarena

### Buena suerte
- El moreno
- Una segunda luna de miel
- Buena buerte
- Enamoradita
- Cuando te fuiste
- Sé que se puede
- Arrepentimiento
- Amor forastero
- Un milagro
- Pura candela

### Diez boleros y una canción de amor
- Anoche hablé con la Luna
- Adoro
- Bésame mucho
- Dos gardenias
- Amor gitano
- Esta tarde vi llover
- Sabor a mí
- Si tu me dices ven
- Inolvidable
- Perfidia
- Una mujer de verdad
- Esta tarde vi llover [dúo con Gilberto Santa Rosa]

### Isabel Pantoja ("Encuentro" en Latinoamérica)
- No me parezco a nadie
- Tu a mí no me hundes
- Hoy que pienso tanto en ti
- Que buena suerte
- Déjame verte los ojos
- Los hombres son así
- Muy enamorada
- Ya no me interesas
- Yo digo la verdad
- Como ya no me amas
- Encuentro

### Canciones que me gustan
- Esta es mi vida
- Nena
- El Mundo
- Que me perdonen los dos
- A mí manera
- Extraño tus ojos
- Te esperaré
- Historia de amor
- Venecia sin ti
- Errado
- Enamórate